# Isla Daga
La isla Daga se encuentra en la parte sureste del lago Tana, en la Región Amara, Etiopía en la parte nororiental de África. Al sureste de esta se encuentra la mucho más grande isla Dek. Daga tiene las siguientes coordenadas geográficas 11°53′N 37°18′E / 11.883, 37.300. La isla entera, que consiste en un cono volcánico de 300 m de altura, es considerada sagrada para los locales.
El principal punto de interés de la isla es el monasterio de Daga Estifanos, o "San Miguel de la Daga". Cuando R.E. Cheesman visitó el monasterio el 4 de marzo de 1933, se encontró con que los monjes eran «los reclusos más rígidos de cualquier lugar en Abisinia». La primitiva iglesia dedicada a San Miguel había sido alcanzada por un rayo y se quemó, y fue reemplazada por una rectangular moderna. Se le permitió estar en el Irkbet, donde las propiedades de la iglesia y los libros se mantuvieron, y se le permitió su revisión. En la parte trasera del mismo edificio fueron enterrados los restos de varios emperadores utilizando ataúdes de madera colocados en las estanterías: Yekuno Amlak, Dawit I, Zara Yaqob, Za Dengel y Fasilides, y Bakaffa.